# Drottninggatan, Stockholm
| Till vänster: Drottninggatan söderut från Tegnergatan. I fonden Katarina kyrkaTill höger: Drottninggatan norrut från Norrström, med Anders Årfelts betonglejon.  |  | Till vänster: Drottninggatan söderut från Tegnergatan. I fonden Katarina kyrkaTill höger: Drottninggatan norrut från Norrström, med Anders Årfelts betonglejon. |
| Till vänster: Drottninggatan söderut från Tegnergatan. I fonden Katarina kyrka Till höger: Drottninggatan norrut från Norrström, med Anders Årfelts betonglejon. |  | |

Drottninggatan är en centralgata i Stockholms innerstad med många affärer, pubar och restauranger. Gatan börjar vid Norrström på Norrmalm och sträcker sig 1,5 km fram till korsningen med Observatoriegatan nedanför Observatorielunden i Vasastan. Med början vid korsningen med Kungstensgatan, och därifrån söderut, är Drottninggatan stängd för biltrafik och omvandlad till gågata. 
Drottninggatan har idag fortfarande samma riktning och bredd som när den anlades på 1600-talets mitt. Gatan hör tillsammans med Regeringsgatan och Götgatan till de tre historiska in- och utfartsvägarna till och från Stockholm.

## Historik

### 1600-tal

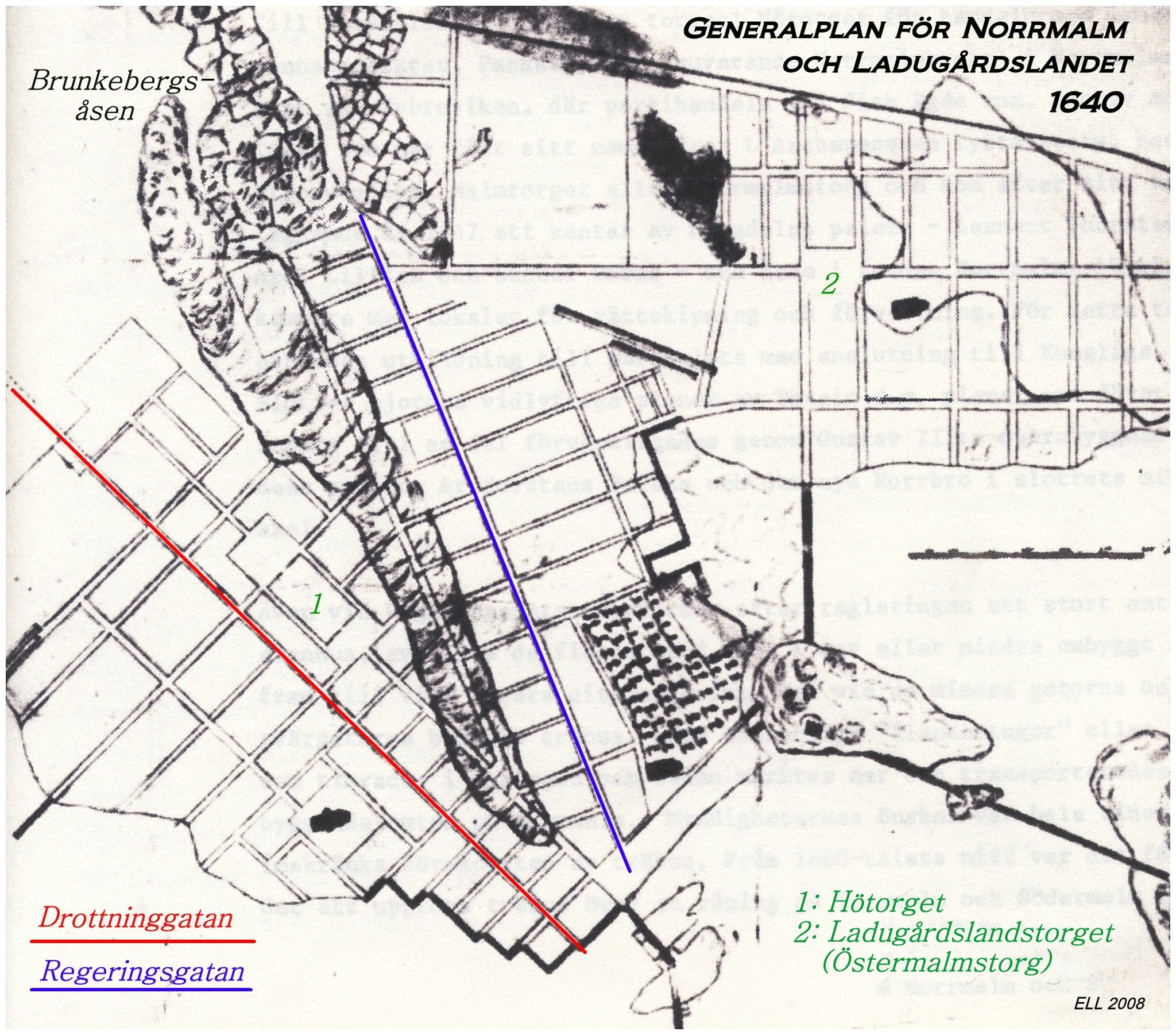
Generalplan för Norrmalm och Ladugårdslandet 1640

Före stadsregleringen på 1600-talet var Drottninggatan huvudfärdvägen från Malmtorget (nuvarande Gustav Adolfs torg) förbi Klara kyrka och norrut. I Anders Torstenssons rätvinkliga stadsplan från 1636 får den namnet Stoore Konnunungzgatan och 1639 Drotningegathon alltså Drottninggatan. Namnet var tydligen en hyllning till den då minderåriga drottning Kristina. Gatan utgjorde nu huvudaxeln på den obetvingbara Brunkebergsåsens västra sida (Västra malmen) medan Regeringsgatan var axel på en östra sidan (Östra malmen). 
Regleringsarbetena påbörjades 1637 och 1641 var Drottninggatan stensatt från tullporten norr om Hötorget till Malmtorget. Bebyggelsen bestod i huvudsak av ett slags standardhus i tegel. Byggnaderna var fem fönsteraxlar breda i tre våningar, ofta med bodar och magasin i bottenvåningen. Spåren av fastighetstypen finns idag kvar på Kanngjutarmästarens hus på Drottninggatan 8.

### 1700-tal
Klarabranden 1751 svedde gatans västra sida och bidrog till bebyggelsens förnyelse under 1700-talet. Nere vid Norrström i kvarteret Rosenbad uppfördes vid 1700-talets slut det pampiga Bondeska palatset och det Hildebrandska huset. Vid denna tid slutade Drottninggatan i Roddaretrappan nere vid Norrström, varifrån roddarmadammerna utgick med sina båtar.

### 1800-tal

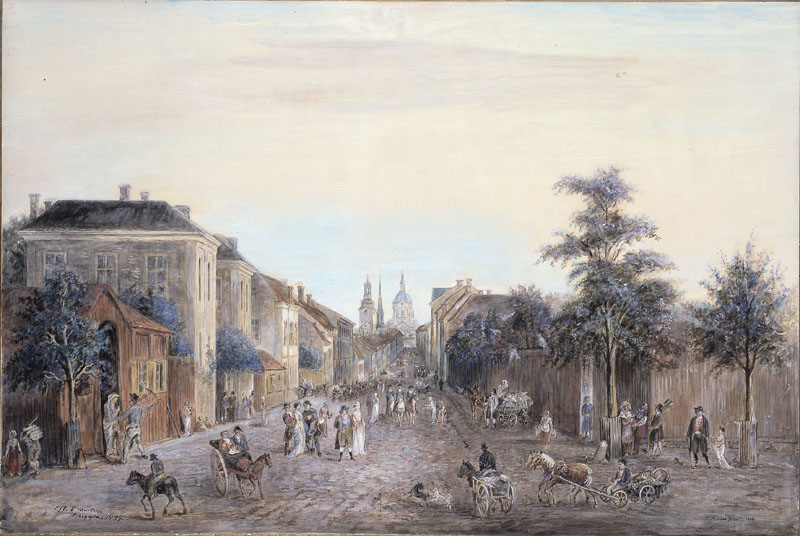
Drottninggatan 1808, i höjd med Kungstensgatan. Petissan och Schefflerska palatset till vänster

Från 1830-talets mitt påbörjades långsamt en förskjutning av stadscentrum från Gamla stan mot det nya Norrmalm. Gatan kom att fyllas av fashionabla butiker och blev också ett populärt flanörstråk för borgerskapet, och kallades i folkmun för Snobbrännan. I det Hildebrandska huset på Drottninggatan 3 öppnade 1832 Hôtel Garni, som var stadens första moderna hotell för gäster ur det högre ståndet. Längre upp på gatan, mittemot nuvarande Centralbadet i Svenska trädgårdsföreningens park öppnade konditorn Wilhelm Davidson en populär nöjesrörelse i det som kallades Davidsons paviljonger. Den södra inreddes till kafé, i den norra spelades teater och arrangerades baler. Det nöjes- och sällskapscentrum som uppstod utökades genom det flotta Hotel Phoenix som öppnade 1857.

### 1900-tal
Med affärerna kom bankpalatsen under de sista åren av 1800-talet och under det tidiga 1900-talet, främst i gatans södra ände kring Fredsgatan. Tillgängligheten underlättades av öppnandet av Riksbron 1907 som band ihop Norrmalm med Helgeandsholmen och skapade en naturlig förlängning av gatan över Riksgatan ända till Mynttorget i Gamla Stan. Gatorna i Klarakvarteren kring Drottninggatan och den närbelägna Centralstationen sjöd av liv och kommers under 1900-talets första hälft. Stora delar skulle dock få en starkt förändrad karaktär i och med Norrmalmsregleringen då nya stora affärs- och kontorskomplex växte upp utmed gatan och många gamla hus i kvarteren kring det nya Sergels torg revs.

### 2000-tal

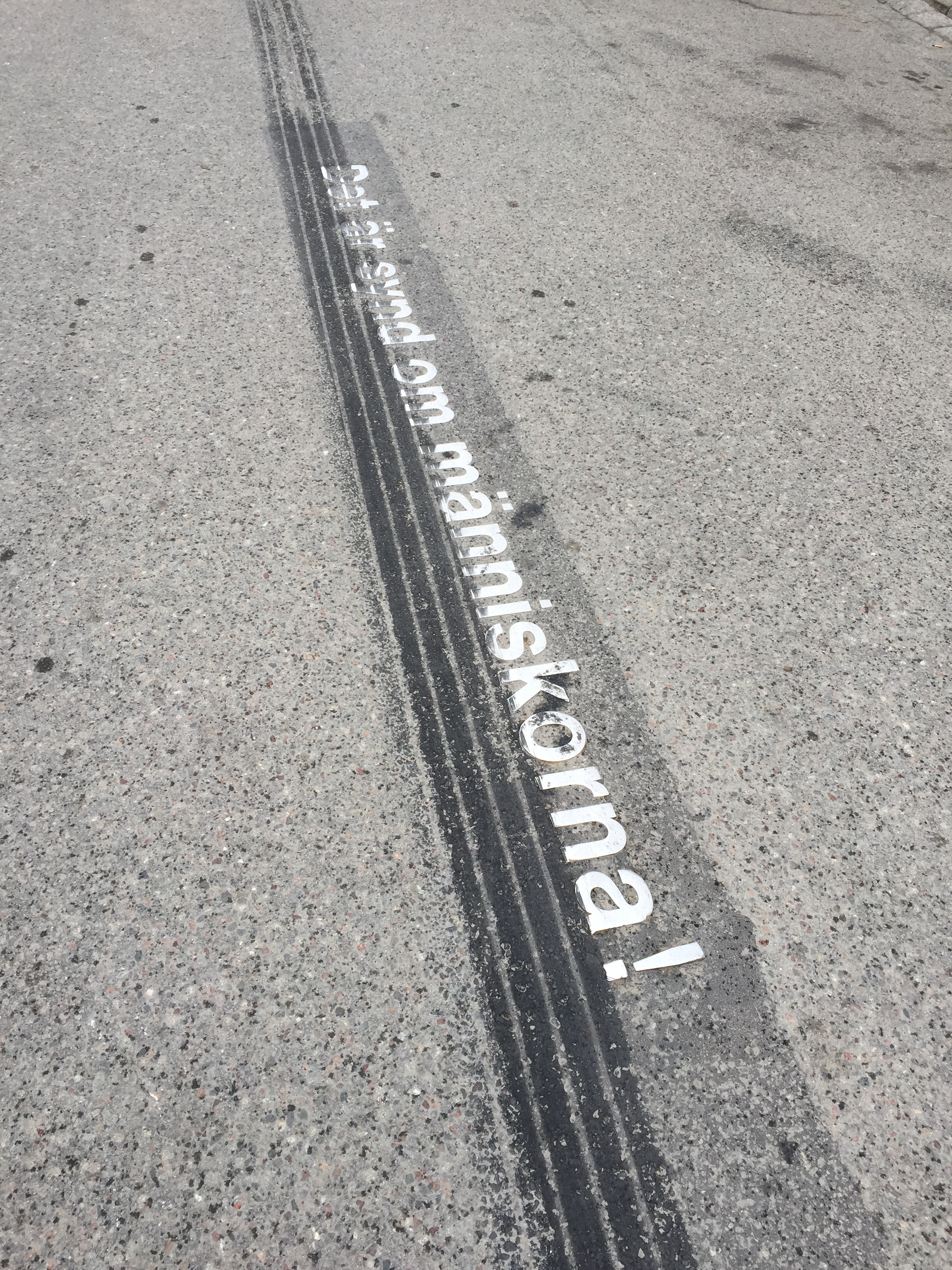
Bromsspår från Attentatet i Stockholm 2017 över ett av August Strindbergs citat från Ett Drömspel på Drottninggatan.

Gatan är idag fortfarande en viktig affärsgata för detaljhandeln, med varuhuset Åhléns samt de moderna affärskedjorna och rymmer många restauranger och kaféer. Gatan är populär bland turister.
Den 11 december 2010 inträffade ett försök till terrordåd på gatan, Bombdåden i Stockholm 2010. Terroristen Taimour Abdulwahab hade som mål att spränga sig själv mitt i julhandeln. Han lyckades spränga sig själv på en sidogata men ingen annan blev allvarligt skadad.
Den 7 april 2017 inträffade ett terrorattentat där en kapad lastbil kördes i hög hastighet genom folksamlingar längs promenadgatan. Lastbilen hann färdas 570 meter längs gatan innan den slutligen kraschade in i varuhuset Åhléns City.

## Konstnärlig utsmyckning längs gatan

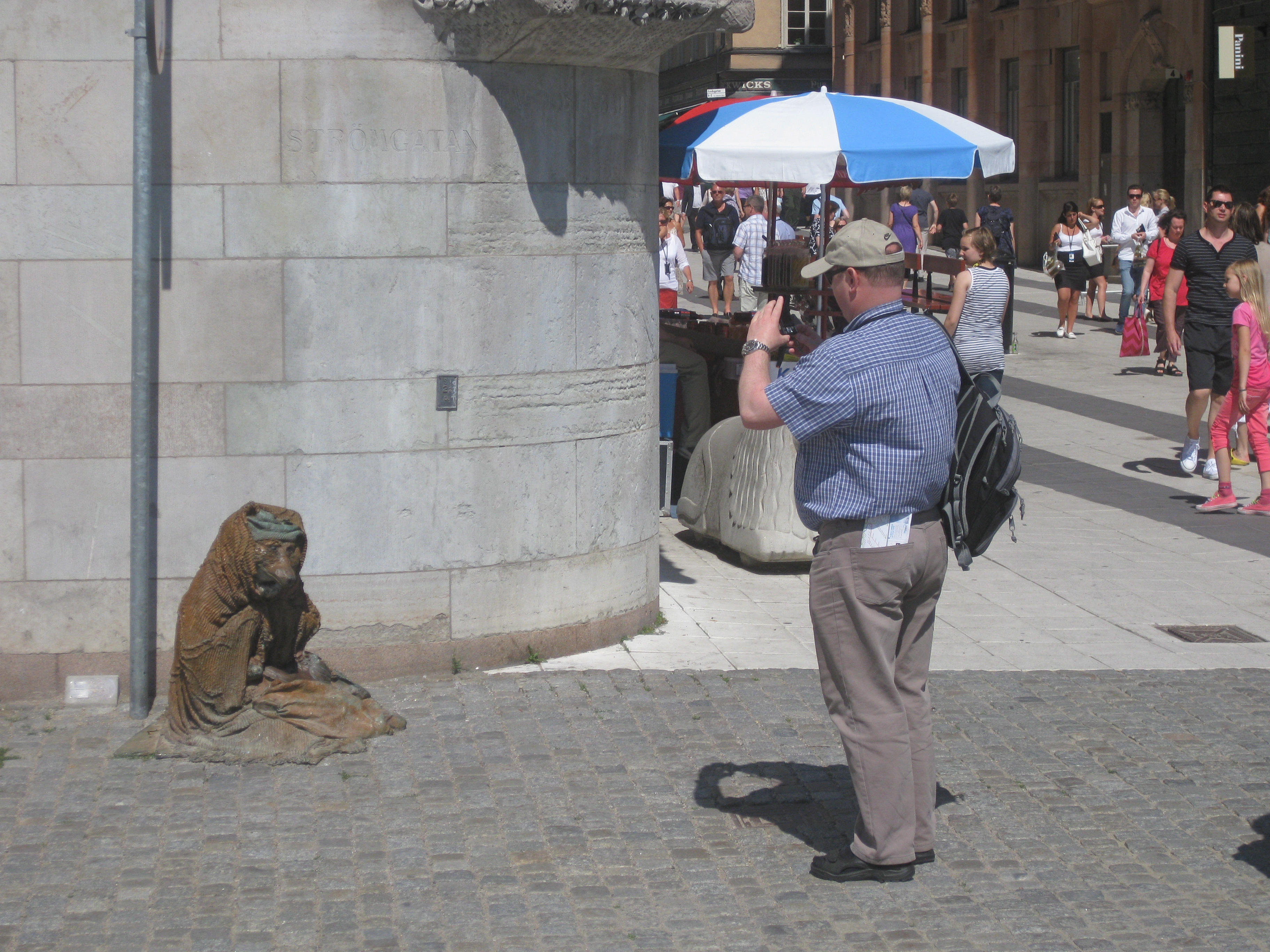
Skulpturen Hemlös räv av Laura Ford.

- Mellan Drottninggatan 67 och 85 har berömda Strindbergscitat, smidda i rostfritt stål, lagts in i gatans mitt. Bland citaten märks "Vad är ekonomi? En vetenskap uppfunnen av överklassen för att kunna tillskansa sig frukterna av underklassens arbete". Konstverket är skapat av Ingrid Falk och Gustavo Aguerre och placerades i gatan 1998.[6]

- Utanför det så kallade Spökslottet står Carl Eldhs skulptur Linnea från 1891. Linnea betraktas som konstnärens genombrottsverk och belönade honom med en guldmedalj på Parissalongen 1902.[7]

- I Centralbadsparken vid Drottninggatan 88 står fontänskulpturen Triton på delfin. Den modellerades 1923 av Greta Klemming som var dotter till Centralbadets skapare Wilhelm Klemming[8]

- Utanför Rosenbad i hörnet med Strömgatan placerades 2009 den brittiska skulptören Laura Fords rävskulptur Hemlös räv (Rag and bone with blanket), som ingår i hennes skulptursvit Rag and bone där skogens djur befinner sig i de hemlösas utsatta situation.[9]

- Anders Årfelt har formgivit de ljusa betonggjutna lejon som sedan 1995 fungerar som bilstopp längs gågatan.[10] Under terrorattacken 2017 fastnade ett av lejonen under lastbilen vilket försvårade terroristens framfart. Lejonet blev en plats att lägga blommor på och blev en symbol för bearbetningen av händelsen, även om kommunen fick kritik för att lejonen var för enkla att forcera och inte stoppade den helt. Efter attacken har antalet lejon födubblats och komplementerats med större lejon.[11][12][13]

## Drottninggatan i litteraturen
Den fiktive privatdetektiven Ture Sventons detektivbyrå ligger på Drottninggatan. I hörnet av Drottninggatan och Jakobsgatan finns en litterär skylt från år 2000 där man kan läsa:
"Drottninggatan i Stockholm är en lång och smal gata, som ligger ungefär mitt i staden. Där går trafiken i en ständig ström. Man förstår, att det måste vara bekvämt att ha sitt kontor där. Och man förstår, att det måste vara alldeles särskilt lämpligt för en privatdetektiv att ha sitt kontor vid den gatan. Då är han alltid mitt bland allt som händer och sker."
Citatet är hämtat ur Ture Sventon, privatdetektiv av Åke Holmberg.

## Referenser

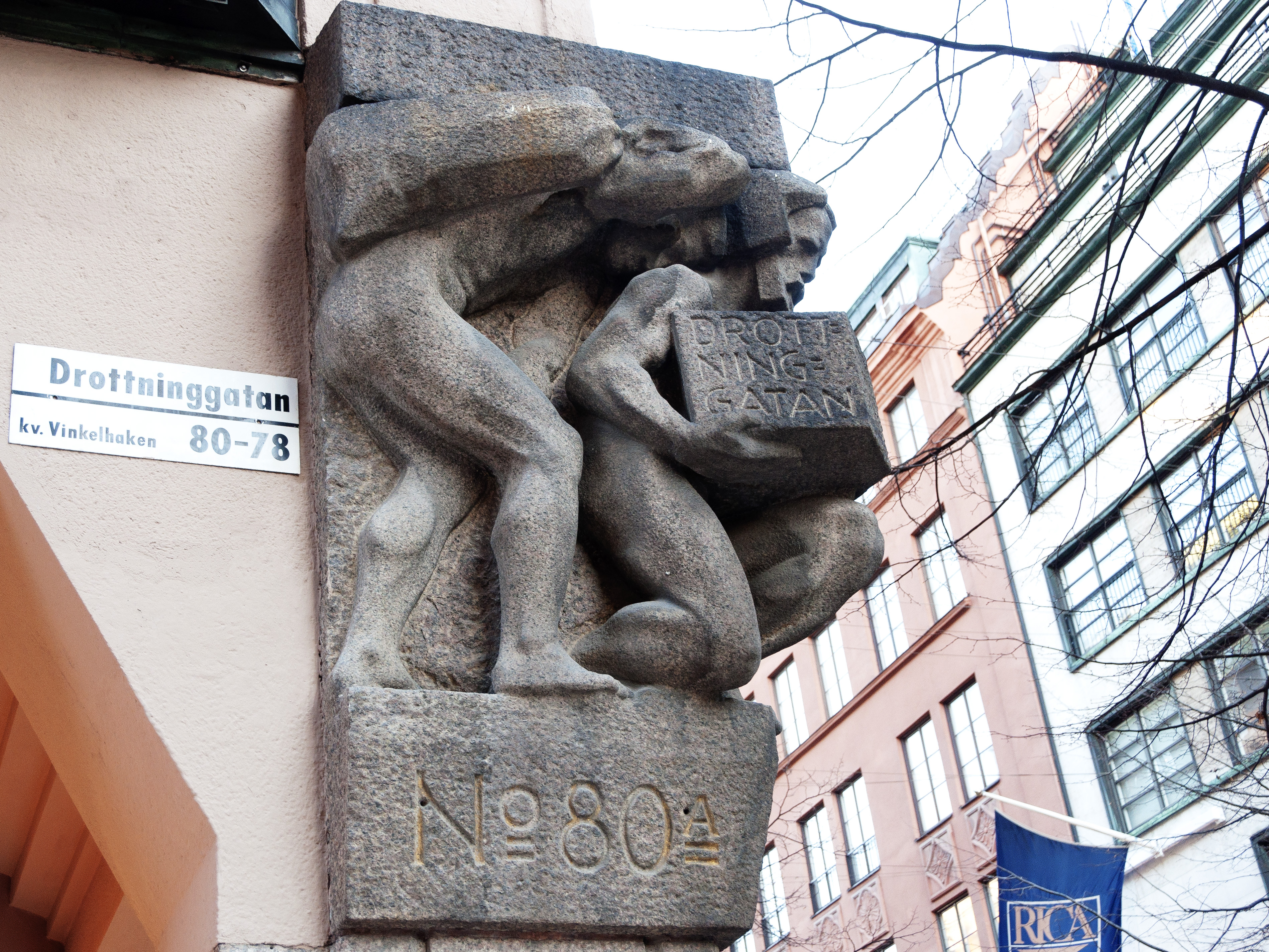
Hörnskulpur, fastigheten Vinkelhaken 9.

## Byggnader och platser längs Drottninggatan i urval
I byggnadernas husnummer-ordning:
| Bild | Artikelnamn                             | Drottninggatan nr | Typ (ursprunglig användning) | Kort beskrivning |
| ---- | --------------------------------------- | ----------------- | ---------------------------- | --- |
|      | Rosenbad                                | 1-3               | Bank- och kontorsbyggnad     | Byggnaden är ritad av arkitekten Ferdinand Boberg för AB Rosenbad och Nordiska Kreditbanken och stod färdig 1902. Byggnaden har blivit något av en symbol för Sveriges regering. |
|      | Adelswärdska huset                      | 2                 | Palats                       | Byggnaden uppfördes 1890 och är ritad av arkitekt Isak Gustaf Clason. Uppdragsgivare var politikern och industrimannen Theodor Adelswärd. |
|      | Sydsvenska kreditaktiebolaget           | 4                 | Bankbyggnad                  | Byggnaden är ritad av arkitekten Gustaf Wickman i jugendstil och år 1909 kunde Sydsvenska kreditaktiebolaget slå upp portarna för det nya huvudkontoret. |
|      | Skånebanken                             | 5                 | Bankbyggnad                  | Bankpalatset byggdes efter ritningar av Gustaf Wickman i jugendstil och år 1900 stod det klart för inflyttning. |
|      | Sadelmakarens hus                       | 6                 | Kontorsbyggnad               | I hörnet av Drottninggatan 6 och Fredsgatan 6 lät sadelmakaren Simon Juterbock (1602–1681) uppföra ett stenhus som stod färdigt 1640. När kanslirådet Carl Friedrich Eckleff ägde huset på 1700-talet låg i gathuset Drottninggatan nr 6 den välkända Källaren Kejsarkronan som öppnade här 1728.                        |
|      | Lifförsäkringsaktiebolaget Nordstjernan | 7                 | Kontorsbyggnad               | I hörnet av Drottninggatan 7 och Fredsgatan 8 lät "Lifförsäkringsaktiebolaget Nordstjernan" 1874-76 uppföra ett nytt huvudkontor efter Axel och Hjalmar Kumliens ritningar. |
|      | Kanngjutarmästarens hus                 | 8                 | Kontorsbyggnad               | Huset uppfördes på initiativ av kanngjutarmästaren Göran Jeske, även kallad Göran Kanngjutare, och stod färdig år 1640. Årtalet syns på fasaden i form av till siffror utbildade ankarslut. Kanngjutarmästarens hus ett av de bäst bevarade bostadshusen från 1600-talet utanför Gamla stan.                             |
|      | Mäster Dyks hus                         | 10                | Kontorsbyggnad               | Byggherren var sadelmakaren och remsnidaren Gudmund Dyk som lät 1646–1652 på det då nybildade kvarteret uppföra sin verkstad och bostad. Efter Dyk ägdes huset av bland andra adelsfamiljerna Bååth, Grundelstierna och Benzelstierna. År 1872 om- och tillbyggdes fastigheten efter ritningar av arkitekt Axel Kumlien. |
|      | Brunkhuvudet 4                          | 14                | Kontors- och affärshus.      | Drottninggatan 14 ritades av Wolter Gahn och byggdes 1929. Det är ett av Stockholms första funkishus. |
|      | Före detta Tjenstemannabanken           | 15                | Bankbyggnad                  | Ernst Stenhammar ritade bankhuset som stod färdigt 1908, varmed det handslagna Helsingborgsteglet introducerades i huvudstaden. |
|      | Sundsvalls Handelsbank                  | 17                | Bankbyggnad                  | År 1908 stod byggnaden med den rikt ornamenterade jugendfasaden i röd Övedssandsten och rött puts färdig som hade ritats av Thor Thorén. |
|      | Downtown Camper by Scandic              | 28                | Hotell                       | Hotellet uppfördes åren 1969 - 1971, som byggherre stod Saneringsavdelningen vid Stockholms stads fastighetskontor och arkitekt var Malmquist och Skoogh. 1971 - 2017 hette hotellet Sergel Plaza. |
|      | Sparbankernas hus                       | 27-29             | Kontor                       | Huset uppfördes 1970–1971 och innehöll lokaler för olika sparbanksavdelningar, därav namnet. På platsen fanns tidigare Wredeska palatset som uppfördes på 1690-talet. Nuvarand byggnad restes i ramen för Norrmalmsregleringen.                                                                                          |
|      | Wredeska palatset                       | 29                | Palats                       | Det numera rivna palatset uppfördes på 1690-talet, troligen med Kungliga rådet Fabian Wrede (1641-1712) som byggherre. Palatset hade ursprungligen en trädgård mot Klara sjö. |
|      | Klarahuset                              | 31–33             | Kontors- och affärshus       | Byggnaden är ritad av Nyréns arkitektkontor och uppfördes 1986-1989. Här återuppstod originalfasaden från Felix Sachs hus från Regeringsgatan 9 (rivet 1972) på nytt. Här låg tidigare det Lidemanska palatset. |
|      | Stockholms Stadsteater                  | 34                | Teater                       | Stockholms stadsteater finns i samma byggnad som Kulturhuset. Kulturhuset invigdes 1974 och stadsteatern öppnade för sin publik 1990. Arkitekt var Peter Celsing. Här låg tidigare det Preissiska huset. |
|      | Sergels torg                            | -                 | Torg, plats                  | Platsen med en fontän i form av en superellips formgavs av arkitekt David Helldén och invigdes 1967. I fontänen står skulpturen Kristallvertikalaccent, av skulptören Edvin Öhrström. |
|      | Länssparbankens hus                     | 43                | Kontor- och bankbyggnad      | Byggnaden uppfördes som kontor och banklokal åt Länssparbanken Stockholm mellan åren 1957 och 1960 med Curt Björklund som arkitekt. |
|      | Åhléns City                             | 45-47             | Varuhus                      | Åhléns City är Åhléns AB:s största enskilda varuhus. Huset ritades av arkitektkontoret Backström & Reinius Arkitekter AB, invigdes 1964 och tilldelades Kasper Salin-priset 1966. |
|      | Klara Zenit                             | 49-53             | Kontor, butiker, bostäder    | Fastigheten Blåmannen 20, som också går under namnet Klara Zenit, omfattar bland annat kontor, butiker och radhus på taket. Volymen består av tre sammanbyggda huskroppar från olika tider. |
|      | Bredenbergs varuhus                     | 54                | Varuhus                      | Byggnaden är ritad av Gunnar Asplund och uppförd 1934-1935. Det är ett av de främsta exemplen på den tidiga svenska funktionalismen. Bredenbergs varuhus fanns kvar i byggnaden fram till 1980-talet. |
|      | P-Centrum                               | 56                | Parkeringshus                | P-Centrum uppfördes 1962 i samband med Norrmalmsregleringen och var då Sveriges första fristående parkeringshus för korttidsparkering. Anläggningen ritades av arkitektkontoret Boijsen & Efvergren och fanns kvar till år 2006.                                                                                         |
|      | Butterick's                             | 57                | Butik                        | Butterick's (uttalat Buttricks), är ett svenskt familjeägt detaljhandelföretag som grundades 1903 i Stockholm. Butterick's säljer främst fest- och skämtartiklar. |
|      | Apoteket Ugglan                         | 59                | Apotek                       | Apoteket Ugglan är ett anrikt apotek, som har haft samma adress sedan 1798 och är därmed Sveriges äldsta apotek med verksamheten i över 210 år på samma plats. Under 1800 och 1900-talet låg även apoteken Morianen och Nordstjernan längs gatan.                                                                        |
|      | Piehlska huset                          | 65                | Affärs- och bostadshus       | Husets äldsta delar härrör från 1827 och är uppkallade efter sin byggherre, bagarmästaren Johan Henrik Piehl. Byggnaden upptog ursprungligen hela fastigheten Skotten 4 och sträckte sig ursprungligen söderut över Kungsgatan till dagens Skotten 6.                                                                    |
|      | John Wall-huset                         | 68                | Affärs- och bostadshus       | John Wall-huset, egentligen fastigheten Adam och Eva 17 uppfördes 1889–1891 efter ritningar av arkitekt Anders Gustaf Forsberg. Här låg under 100 år från 1890 till 1990 John Walls järnaffär, därav namnet. Efter en storbrand 1990 byggdes fastigheten om till inköpsgallerian ”Adam & Eva Galleria”.                  |
|      | Norra latin                             | 71B               | Skola                        | Byggnaden ritades i florentinsk nyrenässansstil av Helgo Zetterwall för det blivande Norra Latin. Huset invigdes 1880 i närvaro av bland andra kung Oscar II och prins Eugen. |
|      | ScandicHaymarket (fd. PUB)              | 72-76 och 63      | Hotell                       | Byggnader vid Drottninggatan/Kungsgatan ritades år 1929 av Ove Gormsen. Mot Gamla Brogatan tillkom 1936-37 byggnaden ritad av Artur von Schmalensee. Det så kallade "Bohagshuset" mittemot ritades av bröderna Erik och Tore Ahlsén och invigdes 1959.                                                                   |
|      | Vinkelhaken 9                           | 78                | Bankbyggnad & affärshus      | Byggnaden restes 1913-15 på uppdrag av Stockholms Handelsbank genom dotterbolaget Filia. Huset vars fasader som upptas av stora fönsterytor i burspråk med blyspröjsar bedöms idag som kulturhistoriskt värdefullt. Arkitekt var Erik Josephson.                                                                         |
|      | Skandia-Teatern                         | 82                | Biograf                      | Skandia-Teatern är en klassisk biograf, belägen i det Warodellska huset. Biografen invigdes 1923 och är formgiven av arkitekt Gunnar Asplund. Det räknas idag till en av de vackraste i Stockholm. |
|      | Centralbadet                            | 88                | Badhus                       | Centralbadet är ett äldre, väl bevarat badhus som är ritat 1904 i jugendstil av arkitekt Wilhelm Klemming. Badet har sin huvudingång från Centralbadsparken. |
|      | Centralbadsparken                       | 88                | Park                         | Centralbadsparken är en lummig liten park i centrala Stockholm. Här finns förutom Centralbadet även den Hårlemanska malmgården från 1710. |
|      | Hårlemanska malmgården                  | 88A               | Malmgård                     | Hårlemanska Malmgården var arkitekt Carl Hårlemans bostad och är en av de få malmgårdar från 1700-talets början som finns kvar i centrala Stockholm. |
|      | Blå tornet                              | 85                | Bostad, museum               | Blå tornet är en byggnad i jugendstil uppförd 1906-1907 efter ritningar av Hagström & Ekman. Huset fick sitt namn av August Strindberg, som bodde här från 1908 till sin död 14 maj 1912. I huset återfinns numer bland annat Strindbergsmuseet.                                                                         |
|      | Islandet 10, 11                         | 90                | Bostad, kontor               | Drottninggatan 90 är en Q-märkt bostadsfastighet från 1938 ritat av arkitekterna Kjell Ödeen och Gunnar Wejke. Huset uppfördes av Hufvudstaden, och var bolagets första nybyggnation efter Kreugerkraschen. |
|      | Gamla tekniska högskolan                | 91-95             | Akademi, skola               | Huvudbyggnaden uppfördes ursprungligen för Teknologiska Institutet (senare KTH). Intill den restes Bergskolan som idag huserar Kungliga Skogs- och Lantbruksakademien. Anläggningen ritades av arkitekt Fredrik Wilhelm Scholander och restes under 1860-talet.                                                          |
|      | Centralvaruhuset                        | 92-94             | Varuhus                      | Centralvaruhuset huserade i tre plan i detta hus som ritats av Hagström & Ekman. |
|      | Westmanska palatset                     | 98-96             | Palats                       | Husets arkitekt var Carl Christoffer Gjörwell d.y. och bryggarmästaren Abraham Westman lät bygga det 1799-1800 till sig och sin familj. |
|      | Spökslottet eller Schefflerska palatset | 116               | Malmgård                     | Byggnaden är en malmgård som uppfördes omkring år 1700 av handelsmannen Hans Petter Scheffler. Det finns många spökhistorier om huset och den intilliggande Spökparken. |
|      | F d Stockholms högskola                 | 118               | Högskola                     | Byggnaden uppfördes 1907 vid Spökparkens norra del på Petissans tidigare tomt. Huset var Stockholms högskola första nybygge. Byggnaden som ritades av Victor Bodin är idag ett byggnadsminne och hyser Folkuniversitetet i Stockholm.                                                                                    |
|      | Stockholms gamla observatorium          | 120               | Observatorium                | Byggnaden uppfördes av Kungliga vetenskapsakademien mellan 1747 och 1753. För ritningarna svarade Carl Hårleman. |